# 비판 이론
비판 이론(批判理論, 영어: critical theory)은 사회과학과 인문학의 지식을 적용한 반성적 연구와 사회와 문화에 대한 비판에 중점을 둔다. "비판이론"이라는 용어는 서로 다른 기원과 역사를 가진 두 가지 의미로 사용된다. 첫 번째 의미는 사회학과 정치철학에서 기원하고 있으며, 두 번째 의미는 문학 연구와 문학 이론에서 기원한다.
사회학과 정치철학에서 "비판 이론"(혹은 "사회 비판 이론")이라는 용어는 1930년대 독일에서 성장한 프랑크푸르트학파의 신마르크스주의 철학을 가리킨다. 프랑크푸르트학파의 이론가 막스 호르크하이머는 이론이 "인간 존재를 인간을 예속시키는 환경에서 해방"하고자 하는 이론은 "비판적"이라고 묘사한다.

## 같이 보기
- 비판철학
- 비판적 인종 이론
- 문화연구
- 비판이론가 목록